# Élection présidentielle ivoirienne de 2000
 (juin 2013).
Si vous disposez d'ouvrages ou d'articles de référence ou si vous connaissez des sites web de qualité traitant du thème abordé ici, merci de compléter l'article en donnant les références utiles à sa vérifiabilité et en les liant à la section « Notes et références ».
L'élection présidentielle ivoirienne de 2000 a visé à désigner le troisième président de la République de Côte d'Ivoire.
À l'issue du premier tour du 22 octobre 2000, Laurent Gbagbo, candidat du FPI, l'emporte.
Le scrutin met fin à une transition de dix mois de la junte militaire dirigée par Robert Guéï, candidat à l'élection. Des trois principaux partis politiques de Côte d'Ivoire, à savoir PDCI, RDR et FPI, seul ce dernier peut présenter un candidat, ce qui entraîne un boycott du scrutin par les deux autres,.
L'élection est marquée par de nombreux affrontements à la suite de l'éviction de quatorze candidats, dont Alassane Ouattara pour la deuxième fois après 1995. Le concept d'ivoirité, mis en place part Henri Konan Bédié, en est la principale cause.
L'inscription sur les listes électorales est très importante : près de 5,5 millions d'électeurs âgés de plus de dix-huit ans sont inscrits, soit une augmentation de 1,7 million par rapport à 1995.
Le 25 octobre 2000, la Commission nationale électorale annonce l'élection de Laurent Gbagbo avec 59,36 % des voix dans un contexte de participation historiquement basse. Le candidat du FPI est investi le 26 octobre, ce qui fait de lui le premier président élu n'étant pas membre du PDCI.
La victoire de Laurent Gbagbo est notamment contestée par Robert Guéï, qui avait annoncé dissoudre la Commission électorale nationale et avait été proclamé élu par le ministère de l'Intérieur. Environ 300 personnes sont tuées dans des troubles post-électoraux.

## Contexte

### Présidence de Henri Konan Bédié

#### Boycott des élections présidentielle et législatives de 1995
Le 22 octobre 1995, Henri Konan Bédié est élu président de la République de Côte d'Ivoire avec 96,16 % des suffrages exprimés, soit 1 640 635 bulletins de vote en sa faveur. La mise en place du concept d'ivoirité l'a fortement aidé, en disqualifiant Alassane Ouattara, soutenu alors par Laurent Gbagbo. Ce scrutin est considéré comme actant la continuité de la politique menée par Félix Houphouët-Boigny depuis l'indépendance de la France en août 1960.
Tous les opposants s'étaient alliés pour le boycott de l'élection présidentielle, mis à part Francis Wodié. Ce boycott se poursuit un mois plus tard pour des élections législatives où le Parti démocratique de Côte d'Ivoire (PCDI) obtient la majorité absolue des sièges de l'Assemblée nationale.

#### Scission des partisans d'Alassane Ouattara
Le 27 septembre 1994, de nombreux partisans d'Alassane Ouattara se détachent du PCDI et fondent un nouveau parti sous l'impulsion de Djéni Kobina, le Rassemblement des républicains de Côte d'Ivoire (RDR). L'ancien directeur général adjoint du Fonds monétaire international et Premier ministre renonce alors à se présenter à l'élection présidentielle de 1995.
Le 1er août 1999, Alassane Ouattara prend la direction du RDR avec l'ambition de se présenter à l'élection présidentielle future, mais il reste en France, chassé par Henri Konan Bédié. Il rentre en Côte d'Ivoire cinq jours après le coup d'État et incite les membres de son parti à participer au gouvernement national dirigé par Robert Guéï. Seulement, la réforme du code électoral l'empêche à nouveau de se présenter.

### Coup d'État du 24 décembre 1999
En 1995, Henri Konan Bédié révoque Robert Guéï de son poste de chef d'état-major des Forces armées nationales de Côte d'Ivoire pour avoir refusé d'intervenir pour réprimer les incidents entre manifestations des partisans d'Alassane Ouattara et Laurent Gbagbo et les partisans du PCDI. Nommé ministre, il est révoqué en 1996 et mis à la retraite l'année suivante. Il est alors soupçonné de préparer un coup d'État ayant pour but de chasser Bédié du pouvoir.
Ce coup d'État a finalement lieu le 24 décembre 1999. Aux côtés de Guéï, Seydou Diarra est chargé de former un gouvernement d'union nationale, dit « Conseil national de Salut public ». Guillaume Soro, futur chef des rebelles et Premier ministre, le soutiendra jusqu'à la publication des candidatures.

## Ouverture démocratique
Robert Guéï, au pouvoir depuis le coup d'État, met fin à la première République. Il demande la rédaction d'une nouvelle Constitution, qui est approuvée par référendum le 23 juillet 2000 par près de 87 % des votants mais une abstention de 44 %. Il programme l'élection présidentielle pour le mois d'octobre.

## Candidatures acceptées
- Nicolas Dioulo, candidat indépendant
- Laurent Gbagbo, candidat du Front populaire ivoirien
- Robert Guéï, candidat indépendant
- Théodore Mel Eg, candidat de l'Union démocratique de Côte d'Ivoire
- Francis Wodié, candidat du Parti ivoirien des travailleurs

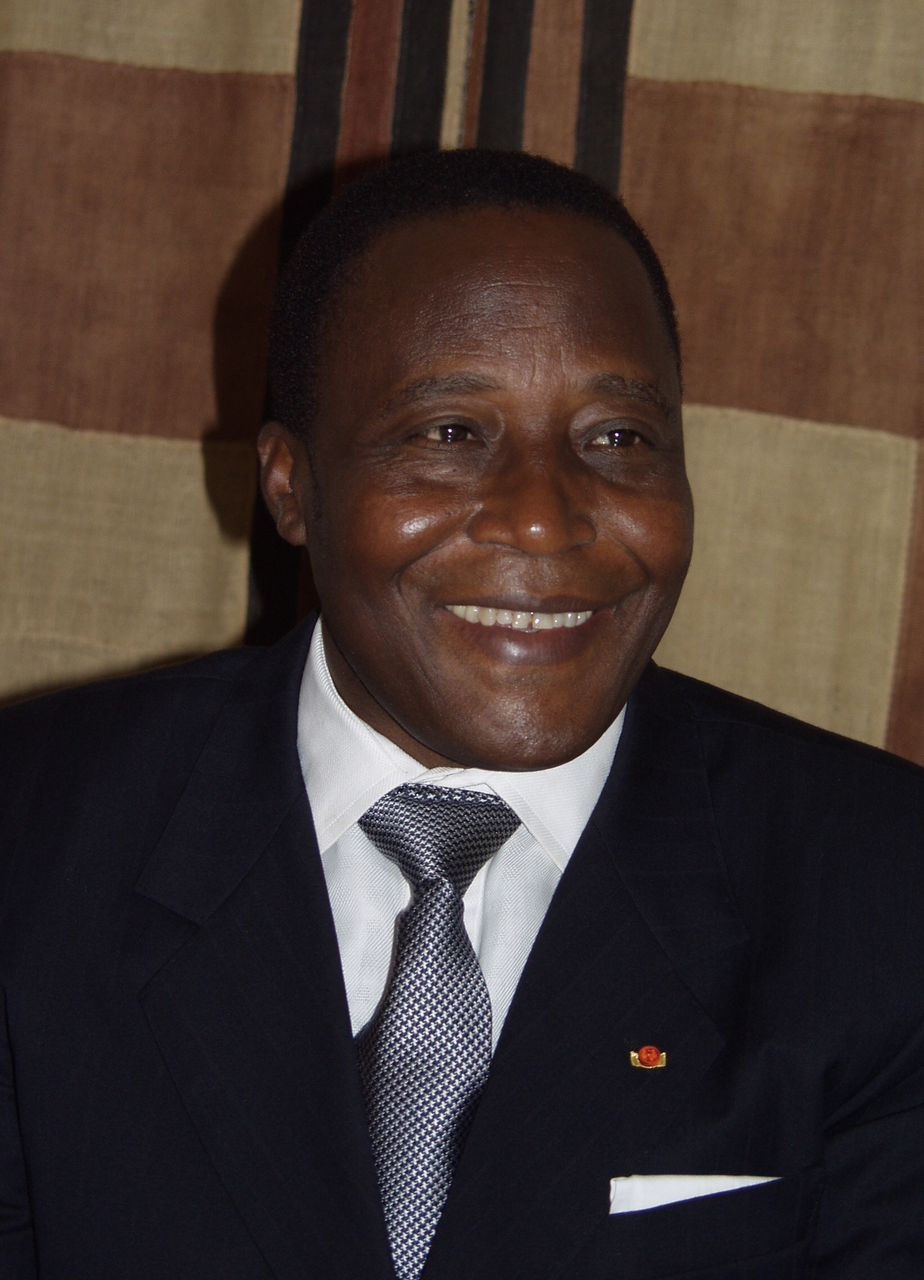
Robert Guéï Indépendant
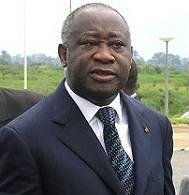
Laurent Gbagbo Front populaire ivoirien (1990 : 18,32 %)
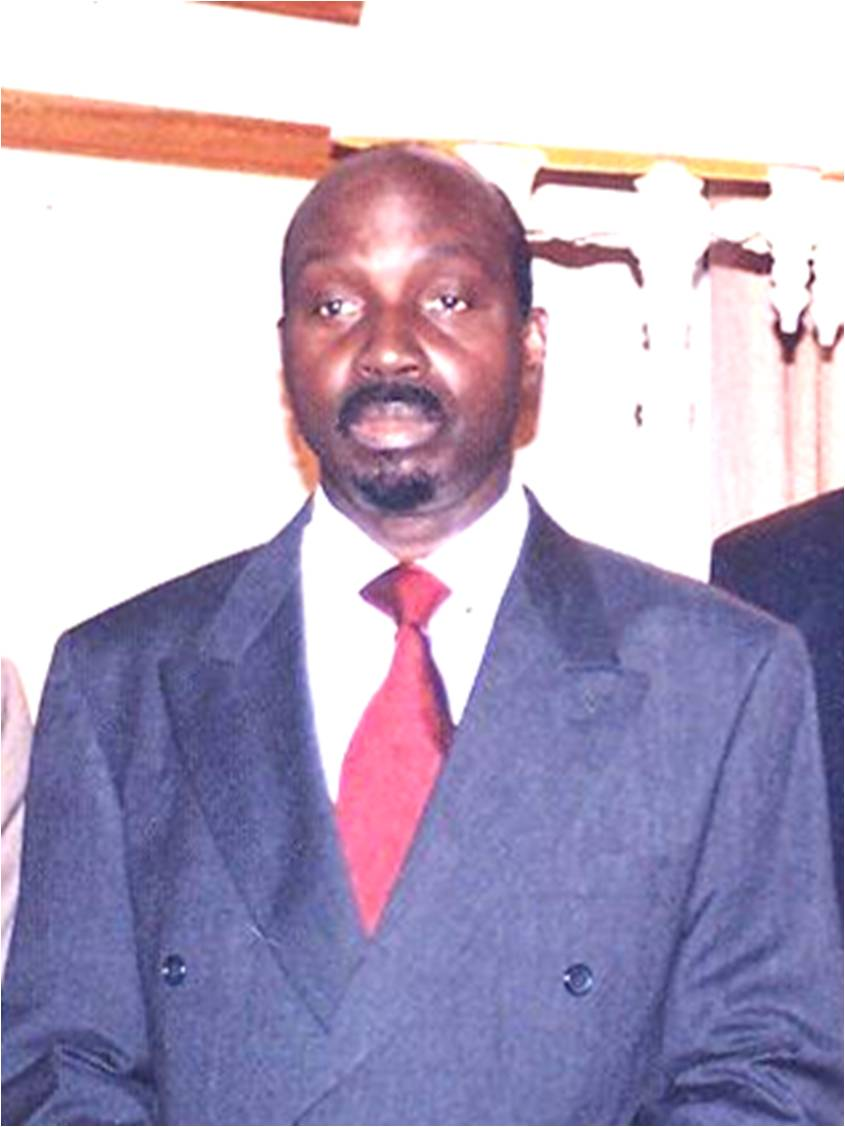
Francis Wodié Parti ivoirien des travailleurs (1995 : 3,56 %)

## Candidatures rejetées
- Moriéfé Bamba
- Amoakon Boa
- Émile Constant Bombet, Parti démocratique de Côte d'Ivoire
- Leka Faustin Botoko
- Jérôme Coulibay
- Lazéni Coulibaly
- Atta Brou Emile
- Lamine Fadika, Parti démocratique de Côte d'Ivoire
- Henri Konan Bédié, Parti démocratique de Côte d'Ivoire
- Gaston Ouassénan Koné
- Alassane Ouattara, Rassemblement des républicains de Côte d'Ivoire
- Paul Pépé
- Kouassi Philibert
- Dramane Touré[3]

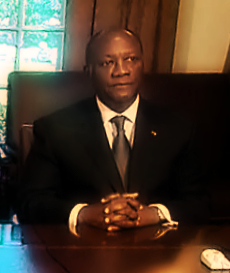
Alassane Ouattara
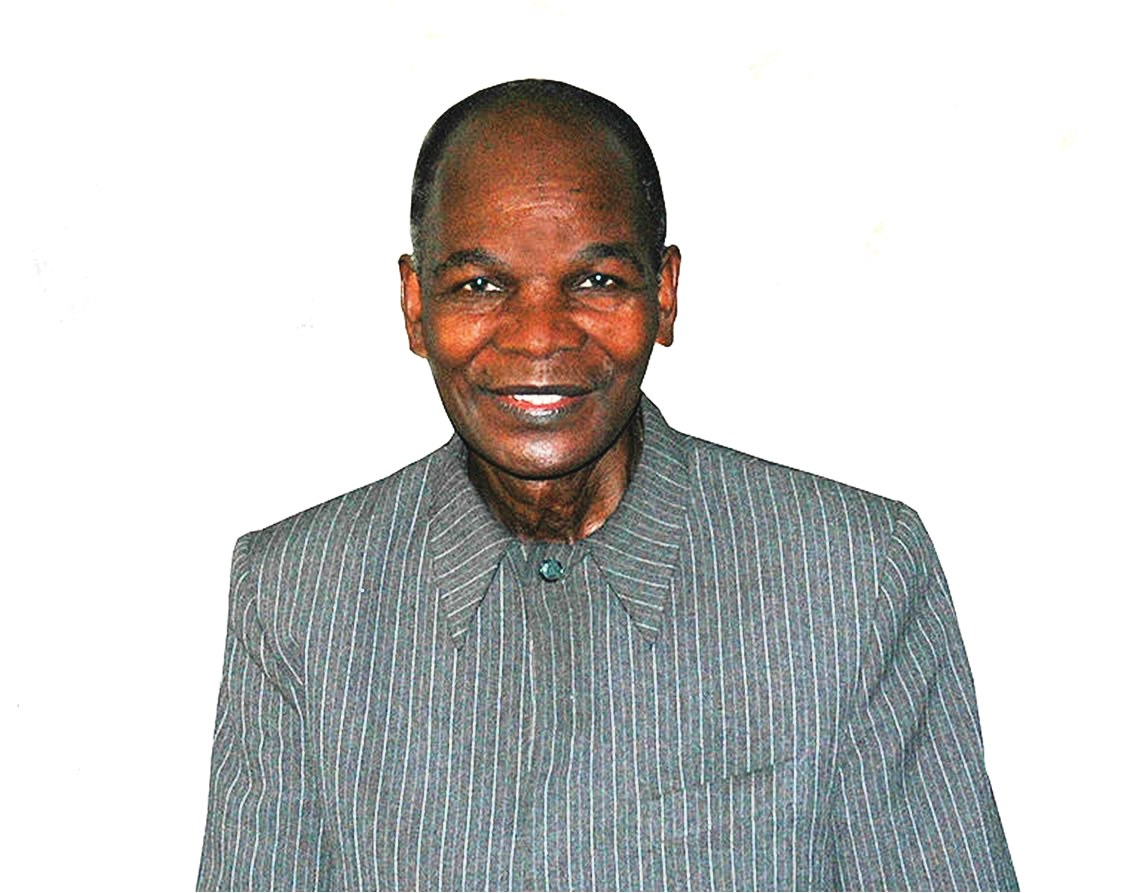
Émile Constant Bombet

## Campagne électorale
Le 7 octobre 2000, le Conseil constitutionnel publie la liste des candidats. 14 candidats ont disqualifiés par la Cour suprême, dont le candidat RDR (Alassane Ouattara) et les six candidats PDCI (parmi lesquels Henri Konan Bédié et Émile Constant Bombet). Ne restent que cinq candidats : Robert Guéï, Laurent Gbagbo, Francis Wodié, Théodore Mel Eg et Nicolas Dioulo. Parmi ces candidats, deux avait déjà présenté leur candidature auparavant, Laurent Gbagbo en 1990 (18 % des suffrages) et Francis Wodié en 1995 (4 ou 5 % des suffrages). Cela marque officiellement le début de la campagne électorale.

### Campagne de Laurent Gbagbo
Laurent Gbagbo se porte candidat le 17 août 2000. L'éternel opposant de Félix Houphouët-Boigny, emprisonné à plusieurs reprises, a alors enfin de véritables chances de remporter le scrutin. Il fait campagne en ayant un point de vue très critique sur les différents quinquennats qui ont précédé. Il réussit à réunir les 5000 parrainages nécessaires avant le 6 octobre 2000. Il reçoit, après la proclamation des résultats, le soutien d'Émile Constant Bombet, d'Henri Konan Bédié et d'autres militants du Parti démocratique de Côte d'Ivoire. 

### Campagne de Robert Guéï
Robert Guéï se déclare candidat pour l'élection présidentielle le 8 août 2000. Ayant échoué à obtenir l'investiture du PDCI, le général se déclare « candidat du peuple ».
Avec Laurent Gbagbo, il apparaît comme étant le seul candidat capable de remporter l'élection, les autres étant très méconnus des Ivoiriens ; il invoque son passé militaire et affirme avoir suffisamment d'expérience pour exercer la fonction de président de la République.
Il fait campagne en rappelant qu'il a soutenu les mouvements de 1995 et en se présentant en candidat anti-corruption. Il réussit à réunir les 5000 parrainages avant le 6 octobre 2000. Il tente de se rapprocher d'Émile Constant Bombet et d'Alassane Ouattara, mais c'est Laurent Gbagbo qui est le plus convaincant.

### Ralliements
Les principaux candidats disqualifiés par la Cour suprême à la présidentielle choisissent Laurent Gbagbo pour faire obstacle à Robert Guéï.

## Résultats
| Candidats                | Candidats                | Partis                   | Premier tour | Premier tour |
| Candidats                | Candidats                | Partis                   | Voix         | %            |
| ------------------------ | ------------------------ | ------------------------ | ------------ | ------------ |
|                          | Laurent Gbagbo           | FPI                      | 1 065 597    | 59,36        |
|                          | Robert Guéï              | Ind                      | 587 267      | 32,72        |
|                          | Francis Wodié            | PIT                      | 102 253      | 5,70         |
|                          | Théodore Mel Eg          | UDCI                     | 26 331       | 1,47         |
|                          | Nicolas Dioulo           | Ind                      | 13 558       | 0,76         |
|                          |                          |                          |              |              |
| Votes valides            | Votes valides            | Votes valides            | 1 795 006    | 87,60        |
| Votes blancs et nuls     | Votes blancs et nuls     | Votes blancs et nuls     | 254 012      | 12,40        |
| Total                    | Total                    | Total                    | 2 049 018    | 100          |
| Abstention               | Abstention               | Abstention               | 3 426 125    | 61,58        |
| Inscrits / participation | Inscrits / participation | Inscrits / participation | 5 475 143    | 37,42        |

## Analyse
Le 22 octobre, 2 049 018 ivoiriens se rendent aux urnes dans les différents bureaux de vote du pays de 8h à 20 h. Le taux d'abstention, qui est de 62,6 % des inscrits, dépasse largement la moyenne de l'abstention lors de l'ensemble des élections présidentielles et des élections législatives depuis l'indépendance, étant supérieur à celui de 1990 et 1995 (30,80 % et 43,80 %). Cette situation s'explique par le fait qu'une majorité de la population est dépassée par les évènements qui ont eu lieu depuis cinq ans.
Comme prévu, deux candidats se détachent lors de ce premier tour : Laurent Gbagbo et Robert Guéï, qui se partagent la majorité des suffrages dans le nord et le sud du pays. Le score final de Laurent Gbagbo est quasiment le double de celui de Robert Guéï, et s'explique par le ralliement des partisans d'Alassane Ouattara et d'Émile Constant Bombet. Il est également beaucoup plus important que celui réalisé dix ans plus tôt (18,32 % contre 59,36 %).
Francis Wodié, candidat pour la deuxième fois consécutive échoue à nouveau après 1995, où il fut battu sans appel. Mais il réussit tout de même à réunir plus de 100 000 bulletins de vote à son nom.

## Tensions après le premier tour
Le 23 octobre, les premiers résultats obtenus par le FPI, indiquent que Laurent Gbagbo arriverait en tête, suivi par Robert Guéï.
Refusant de reconnaître sa défaite, Robert Guéï dissout, le 24 octobre, la Commission électorale nationale, alors que des soldats tentent de débrancher les serveurs de celle-ci. Le jour même, le ministère de l'Intérieur annonce l'élection de Robert Guéï avec 52,72 % des voix, suivi de Laurent Gbago,. Le 25 octobre, des dizaines de milliers de manifestants descendent dans les rues et malgré les soldats qui leur tirent dessus obligent le chef de la junte à fuir.
Le 26 octobre, la commission électorale proclame la victoire de Laurent Gbagbo. Le jour même, la Cour suprême le déclare élu troisième président de la République de Côte d'Ivoire.
Cette situation provoque des troubles, qui font de nombreuses victimes dans le pays. Le 27 octobre, un « charnier » est découvert à Yopougon dans lequel sont entassés 57 cadavres de partisans supposés de Ouattara,. Cette découverte intervient au lendemain d'affrontements violents entre partisans du parti du président élu et militants du RDR qui ont envahi les rues d'Abidjan pour réclamer la tenue d'un nouveau scrutin.

## Épilogue
Le 26 octobre 2000, Laurent Gbagbo est investi comme président de la République de Côte d'Ivoire et nomme comme Premier ministre Pascal Affi N'Guessan, chargé de constituer un gouvernement avec les membres du FPI mais également du RDR et du PIT.
Le président Gbagbo, Robert Guéï, Alassane Ouattara et Henri Konan Bédié participent en 2001 à un « Forum de réconciliation nationale ». L'année suivante, alors qu'il est accusé par le pouvoir d'être à l'origine de la tentative de coup d'État des rebelles du nord, Robert Guéï est retrouvé assassiné.